# El Paso (Cesar)
El Paso es una población y municipio colombiano en el departamento de Cesar. Es una de las poblaciones con los registros de temperatura más alta de Colombia. Es de los pocos municipios de Colombia en la que uno de sus centros poblados (La Loma de Calenturas) es más poblada que su cabecera municipal.

## Origen etimológico
El nombre de El Paso aparece ya en 1544 para denominar una de las encomiendas de indios chimilas establecidos mucho antes de la llegada de los conquistadores españoles. El documento más antiguo hace referencia al paso o lugar viable escogido por el adelantado Alonso Luis Fernández de Lugo en 1544, entre el cabo de la Vela, en la península de la Guajira y la villa de Tamalameque, durante su viaje hacia el corazón del Nuevo Reino de Granada. Fue fundado con el nombre de San Antonio de El Paso del Adelantado.

## División Político-Administrativa
Además de su Cabecera municipal. El Paso tiene bajo su jurisdicción los centros poblados:
- Cuatro Vientos
- El Carmen
- El Vallito
- La Loma: Donde se encuentra una de las grandes minas del Departamento del Cesar.
- Potrerillo

## Símbolos

### Escudo
Con la designación de El Paso como cabecera municipal mediante Ordenanza N.º 004 del 1 de noviembre de 1989, se vio la necesidad de dotar a la población de los símbolos que la identifiquen. 
Escudo de forma pseudoalemana con primacía rectilínea. De acuerdo con el portal oficial de la Alcaldía municipal, "desde antes de la formación del nuevo municipio, El Paso se encontraba en buenas cosechas y producciones agrícolas , tal como el plátano, la caña de azúcar, el maíz, la palma, la pesca a gran escala y sobre todo la ganadería, por eso su leyenda en la parte superior El Paso a la Bonanza".
El escudo adoptado reemplazó al blasón provisional que sirviera de ornato a pergaminos honoríficos otorgados en la década de los ochenta a personajes destacados de la cultura local, como el exsacerdote Adolfo Katral, ejemplo para las juventudes paseras.

### Himno
Con música y letra de la maestra Rosa Esquivel Martínez el himno pasero es un extenso elogio de la tierra y sus gentes.

### Bandera
Como la mayoría de las banderas departamentales y municipales de Colombia, está partida en tres fajas con los mismos colores, verde, blanco y rojo, de arriba abajo.
"El color verde significa la variedad de cultivos y recursos naturales que han existido, como también la esperanza de un pueblo trabajador el cual ve llegar la bonanza de sus recursos. El color blanco es el sueño de todos los pobladores y colombianos, ya que siempre se ha respirado paz en este terruño. El rojo es la influencia de un partido político que por décadas gobernó en la región y que en honor al “padre” del municipio se ha mantenido en su tricolor."  (enlace roto disponible en Internet Archive; véase el historial, la primera versión y la última).

## Historia
De acuerdo con los vestigios arqueológicos, el poblamiento de El Paso del Adelantado se inició hace 10 000 o 20 000 años. Las rutas de poblamiento fueron variadas, tal cual lo atestiguan las diferentes familias lingüísticas y el diverso desarrollo cultural (paleoindio, arcaico, formativo, etc.). A la llegada de los españoles en el siglo XVI, tres grandes familias lingüísticas ocupaban la mayor parte del territorio: los arawaks, los caribes y los chibchas, en distintos estados del formativo. Dos grupos chibchas: los taironas y los Chimilas, se destacan en el formativo superior.

### Conquista
Tras las primeras exploraciones de Alonso de Ojeda en 1499, el territorio colombiano empezó a ser ocupado, inicialmente en la zona del Darién con poco éxito, y finalmente en Santa Marta (fundada en 1525) y Cartagena de Indias (fundada en 1533). Desde estas fundaciones se comenzaría la conquista del interior, con la fundación de ciudades como Popayán (fundada en 1536) y Santa Fe (fundada en 1538).
Fundamental en el proceso de conquista y colonización fue el papel desempeñado por el Camino Riohacha - Valle del Cesar, y en el cual descolló el punto de El Paso del Adelantado. 
Alonso Luis de Lugo, el adelantado de la Gobernación de Santa Marta, desembarcó en la ranchería de palos del cabo de la Vela en 1542 y organizó una expedición al Nuevo Reino descubierto por Quesada. Para su expedición se metió por la cuenca del río Cesar a salir a Sompallón, donde se debía encontrar con la gente que entró en cinco embarcaciones por el Magdalena. Eran sabanas, “la vuelta de la Sierra de la Herrera, que la atravesó casi por el remate, bajando el jagüey que llaman Hediondo y a la Quebrada de Agua Blanca.
"A pesar de las facilidades topográficas en esa ruta, que había sido abierta en parte por Ambrosio Alfinger, parece que nunca adquirió mucha importancia, debido principalmente a la dificultad de reducir las tribus, en especial los aguerridos tupes que habitaban el sector. Por otro lado, la navegación del Magdalena satisfacía mal que bien las necesidades de la modesta economía santafereña. Cerca del famoso Paso del Adelantado, el gobernador de Santa Marta, Manso, hizo poblar a Becerril de Campos, que luego se despobló (SIMÓN, 1981-1982, VI, 100, 295).

### Nacimiento de la ganadería en el Nuevo Reino de Granada
En su expedición, Lugo llevaba consigo caballos y las primeras vacas que se introdujeron en la sabana de Bogotá.
Esa punta de reses, que en determinado momento se extravían en los montes, y dada la escasez de enemigos naturales y las favorables condiciones del medio, dos siglos después dieron origen a una increíble cantidad de vacunos, estimados, según los cálculos más conservadores, en 80 000 cabezas"... "Estos vacunos eran capturados por medio del elemental expediente de coger una res, construir un corral y darle muerte al animal dentro del mismo. Previamente, los participantes en esta actividad se habían desnudado, pues estaban convencidos de que en las ropas se impregnaba el olor humano que ahuyentaría a los ariscos animales, y, simplemente, esperaban a que sus congéneres, atraídos por la sangre, llegaran donde se encontraba el animal sacrificado. Una vez consideraban que había ingresado un número apreciable, cerraban la tranquera, y tenían la base de un próspero hato. Además, capturaban las reses cimarronas con lazo, para llevarlas a los corrales de las haciendas constituidas, y hacían su repartición, de acuerdo con el número y las dificultades de la empresa, entre el dueño del hato y los participantes en la cacería".

### Época Virreinal
Durante el período virreinal toda esta región estuvo bajo la jurisdicción de la villa de Becerril, fundada en el año de 1594 por el capitán Bartolomé de Aníbal Paleólogo Becerra en lo que era el Hato de San Bartolomé, cerca de El Paso del Adelantado y bajo la jurisdicción de la Gobernación de Santa Marta. Becerril quedó a cargo del licenciado Francisco Manso, y algún tiempo después se despobló. 
El padre del capitán Aníbal Paleólogo, el también conquistador Vicencio de Aníbal, había recibido en capitulación estas y otras tierras, cuyos derechos le dejó como herencia.
El 16 de agosto de 1602 los españoles establecieron una encomienda de indios chimilas en la región y El Paso quedó bajo la jurisdicción de la ciudad de Valledupar en la Hacienda de las Cabezas.

### Independencia ysigloXIX
El Paso fue la principal población de la región hasta 1824, cuando por Ley del 25 de junio fue creado el Cantón de Valencia de Jesús, segregándolo de la jurisdicción de Valledupar. 
El 25 de octubre de 1825 fue suprimido el Cantón de Valencia de Jesús, con lo cual El Paso volvió a la jurisdicción de Valledupar.

## Geografía
El clima local es caliente, conntemperaturas entre los 27 y 32 °C. Dentro de la hidrografía pasera vale la pena reseñar el río Cesar, con su afluente el Ariguaní.

### Demografía
El movimiento de población rural hacia áreas urbanas ha sido significativo. La población urbana aumentó del % de la población total en 1951 a aproximadamente el % hacia 1994. 
Densidad de menos de una persona por kilómetro cuadrado.
La migración de paseros es debido a dificultades económicas, principalmente.

## Educación
Niveles de educación preescolar, educación básica y educación media.
La escolaridad normal: educación básica y media, es de once años, aunque es muy común que la lectoescritura se inicie en preescolar.

## Cultura
La cultura pasera tiene su origen esencialmente en el mestizaje cultural de indios, españoles y africanos.
La población de El Paso se encuentra catalogada como una de las cunas históricas del género musical vallenato.
La antropóloga Nina S. de Friedeman, citando a Ciro Quiroz sostiene que el vallenato, que es una canción con ascendiente y presencia negra, tiene sus raíces en los cantos de trabajo en ámbitos de la hacienda y también de la boga en la colonia.
Los cantos de vaquería probablemente son tan viejos como la misma ganadería y el trabajo de los esclavos que desde el comienzo de la llegada de los españoles tuvieron que arrearlos y cuidarlos. Ciro Quiroz (Ibídem) ha recuperado antiguos cantos nostálgicos de esa vaquería:
"Cuando yo tenía gana´o
cantaba mi vaquería
ahora que no lo tengo
canto la vida mía."
En El Paso se han desenvuelto varias familias o "dinastías" de compositores e intérpretes del vallenato, entre los cuales cabe destacar a los Durán Díaz.

## Estructura organizacional municipal
| El Paso      | El Paso     | El Paso                    |
| Departamento | Código DANE | Categoría municipal (2023) |
| ------------ | ----------- | -------------------------- |
| Cesar        | 20250       | Sexta                      |

- Personería: Es un centro del Ministerio Público de Colombia que ejerce, vigila y hace control sobre la gestión de las alcaldías y entes descentralizados; velan por la promoción y protección de los derechos humanos; vigilan el debido proceso, la conservación del medio ambiente, el patrimonio público y la prestación eficiente de los servicios públicos, garantizando a la ciudadanía la defensa de sus derechos e intereses.

- Concejo Municipal: Es la suprema autoridad política del municipio. En materia administrativa sus atribuciones son de carácter normativo. También le corresponde vigilar y hacer control político a la administración municipal. Se regulan por los reglamentos internos de la corporación en el marco de la Constitución Política Colombiana (artículo 313) y las leyes, en especial la Ley 136 de 1994 y la Ley 1551 de 2012.

Constituido por 13 concejales por un periodo de 4 años. 
- Alcaldía Municipal: En esta se encuentra la administración municipal y las entidades descentralizadas del municipio.

El Alcalde se pronuncia mediante decretos y se desempeña como representante legal, judicial y extrajudicial del municipio. El actual Alcalde municipal es Jesús Ortiz Cervantes (2024-2027), elegido por voto popular.
- JAL. Sin constitución alguna en los corregimientos del municipio.

### Servicios públicos
- Energía Eléctrica: Afinia, del grupo EPM, es la empresa prestadora del servicio de energía eléctrica.
- Gas Natural: Gases del Caribe es la empresa distribuidora y comercializadora de gas natural en el municipio.